# Pavlov (stanowisko archeologiczne)
Pavlov – otwarte stanowisko archeologiczne datowane na okres między 26-24 tys. lat temu, zaliczane do kręgu kultur graweckich. 
Leży u stóp Wzgórz Pawłowskich, niedaleko Břeclavia na południowych Morawach. Na stanowisku tym poświadczona jest obecność kilku konstrukcji mieszkalnych zaopatrzonych w ogniska. Na stanowisku tym odkryto ok. 100 tys. różnego rodzaju wyrobów i odpadków powstałych z produkcji narzędzi. Główne surowce wykorzystywane do produkcji tych narzędzi to krzemień morenowy oraz kości. Z kości produkowane były głównie różnego rodzaju ozdoby np. bransolety, diademy. Na stanowisku tym odnaleziono również ciosy mamuta z rytami interpretowanymi przez badaczy jako mapa topograficzna okolicy stanowiska. Na stanowisku tym badacze natrafili również na pochówki ludzkie.
Zobacz też:
- Pavlov